# Harmony Point
Der Harmony Point (spanisch Punta Armonía) ist eine Landspitze am westlichen Ausläufer von Nelson Island im Archipel der Südlichen Shetlandinseln. Sie bildet die westliche Begrenzung der Einfahrt zur Harmony Cove.
Wissenschaftler der britischen Discovery Investigations kartierten die Landspitze 1935 und benannten sie in Anlehnung an die Benennung der Harmony Cove. Deren Namensgeber ist der Robbenfänger Harmony aus Nantucket, der zwischen 1820 und 1821 in den Gewässern um die Südlichen Shetlandinseln operierte.